# 葉王交趾陶文化館
學甲慈濟宮葉王交趾陶文化館是臺灣臺南市學甲區慈濟宮所屬的文物展示場所，所展示的是慈濟宮歷年來建廟所典藏與保留的文物，其中包含了被定為國寶級文物交趾陶。

## 交趾陶與臺灣廟宇的牽連
源自嘉慶道光年間，中國大陸沿海從事泥塑建築等相關的工藝師傅們，為避難或者尋覓理想的生活便來到臺灣，於是在這一時期臺灣的交趾陶甚為興盛，另外也因各地區的先民落腳後紛紛建廟以求心靈上的藉慰，於是交趾陶工藝溶入廟宇，同時也出現不少的交趾陶工藝師與作品。
交趾陶多用於廟宇的屋頂以及牆壁上的浮貼裝飾，在廟宇中的交趾陶主題，通常是一些歷史或者神祇人物，另外也包含神祇的造型，有些是藉由作品的諧音來求取吉祥含意，其次是勵志典故。  

## 淵源
慈濟宮初創建於清康熙四十年（1701年），至清咸豐10年（1860年）間，學甲諸鄉紳倡議重新修建慈濟宮，於是便紛紛集資修建，並聘請交趾陶匠師葉王（本名為葉麟趾）前來作廟體的壁堵、屋頂等裝飾。直到1965年再進行修繕，其後則又再次以古蹟維護之名重修過2次。也因此，慈濟宮廟內保留了不少珍貴的文物，除了葉王交趾陶、何金龍剪黏之外，另外還有潘麗水的門神彩繪、清乾隆9年（1744年）的「慈濟宮緣業碑誌」、日昭和4年（1929年）慈濟宮沿革碑誌石碑，以及清咸豐、同治、光緒年間的各代匾額、柱聯等等文物，其中葉王的交趾陶作品有200餘件。
然而在1980年12月2日連續兩夜，慈濟宮的交趾陶卻無端遭竊達56件，為防止文物再次被盜，慈濟宮於是將原葉王的作品全數卸下並進行典藏，另外也延聘嘉義林光沂先生依圖製作重新仿製，並安放在原葉王交趾陶的擺設位置。此外，為珍藏廟中的各項珍貴文物，1981年慈濟宮決定於在廟宇的龍邊興建一座文化大樓，以方便將各項文物進行珍藏，並又能夠讓信眾與遊客們得以參觀文物，1983年正式啟用同時起名為「慈濟文化大樓」，啟用後於2樓的行得館作規畫為專收藏展示葉王的交趾作品，2005年時進行整修之後將該建物更名為葉王交趾陶文化館，並擴及到3樓展示列為縣定一般古物249件中的103件，文化館中典藏了許多精湛的交趾陶藝品，同時也展示出交趾陶的製作過程，並介紹葉王的生平事蹟。

## 失而復得的文物
雖廟方多方重金懸賞尋找遭偷竊的交趾陶，然而雖遭偷竊的文物龐大數量卻始終下落不明。直到2003年時，一些遭偷竊的交趾陶居然出現在國外的藝品拍賣會上，此時震旦文教基金會得知此消息時，便輾轉從海外收購如是珍貴文物，之後並將交趾陶無償且悉數捐還於慈濟宮，為文化館增加館藏也增加文物流傳的一段故事。

## 文物重要定位及修復
學甲慈濟宮是落成300餘年的廟宇，因此有著深厚的歷史，加上地方人士極力的保護下，故而能保留下數百件具歷史價值的古文物，包含咸豐年間葉王的交趾陶、日治昭和時期何金龍的剪黏、戰後潘麗水的門神彩繪、銅山匠師蘇水欽、黃良等的木雕作品等各種珍貴文物，而其中所典藏的葉王交趾陶更是彌足珍貴，除了交趾陶本身即是一項相當深具藝術且幾乎也瀕臨失傳的工藝外，最重要的是慈濟宮所典藏的諸多葉王交趾陶作品中，其中的「加官晉祿」、「合境平安」、「胖瘦羅漢」等六尊作品，為文化部指定的國寶等級文物。
雖多件葉王交趾陶被列國寶，然這些文物藝術品因初期未受到適當之保護，故其主體大多有受鹽蝕現象，為此中央單位曾補助予以修護，讓館內保存的國寶長久地保留。

## 圖集

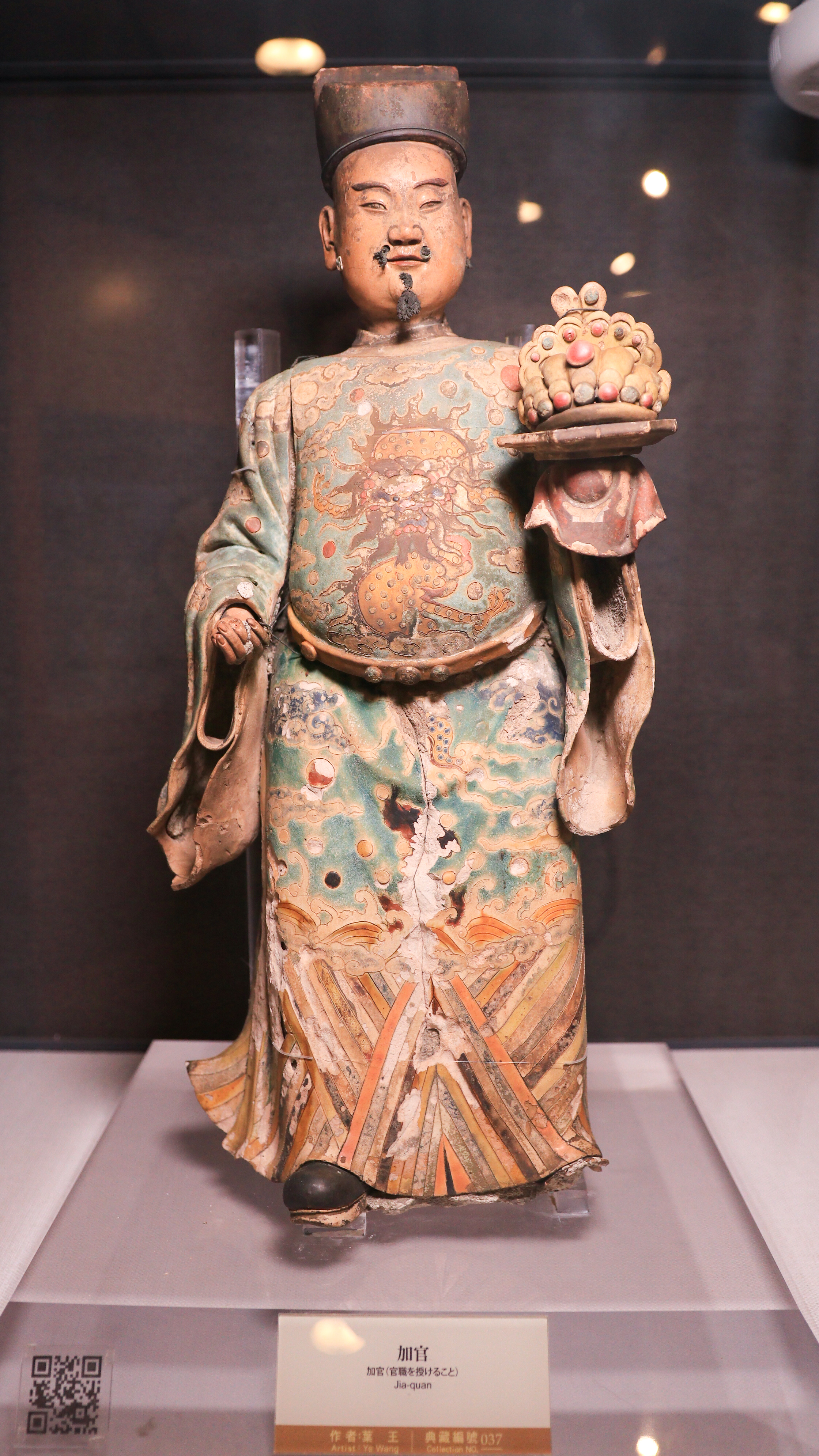
加冠
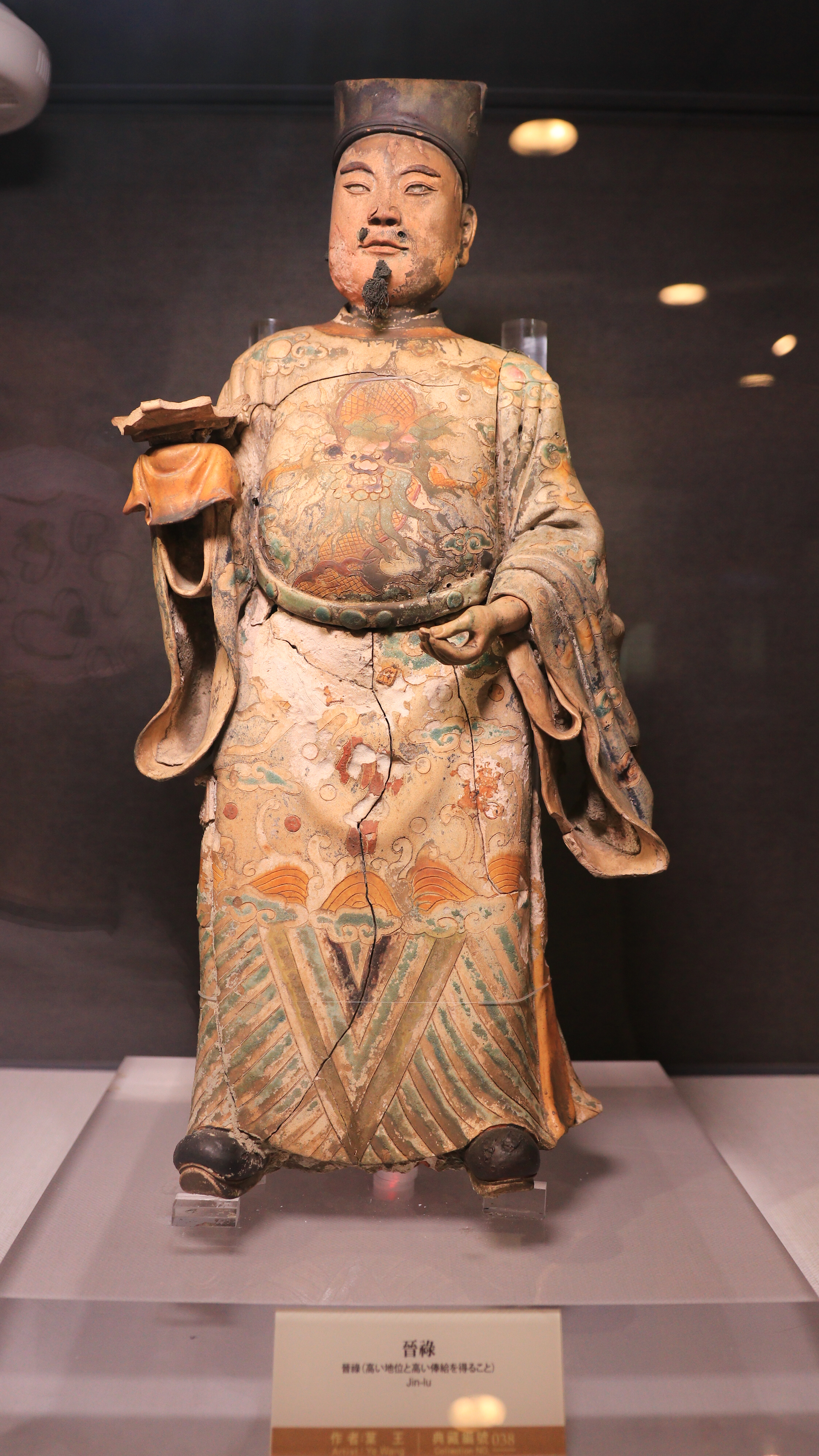
進祿
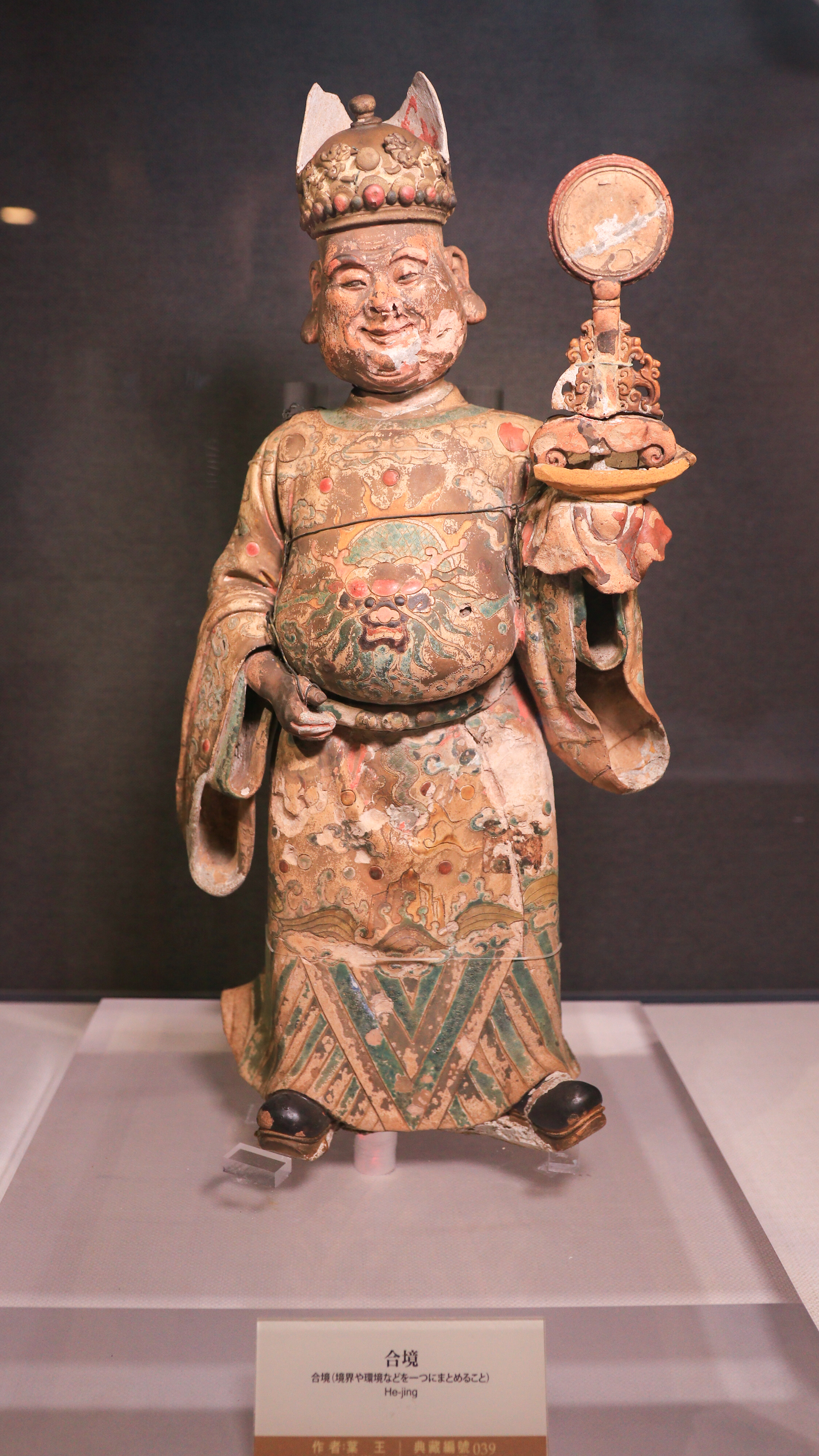
合境
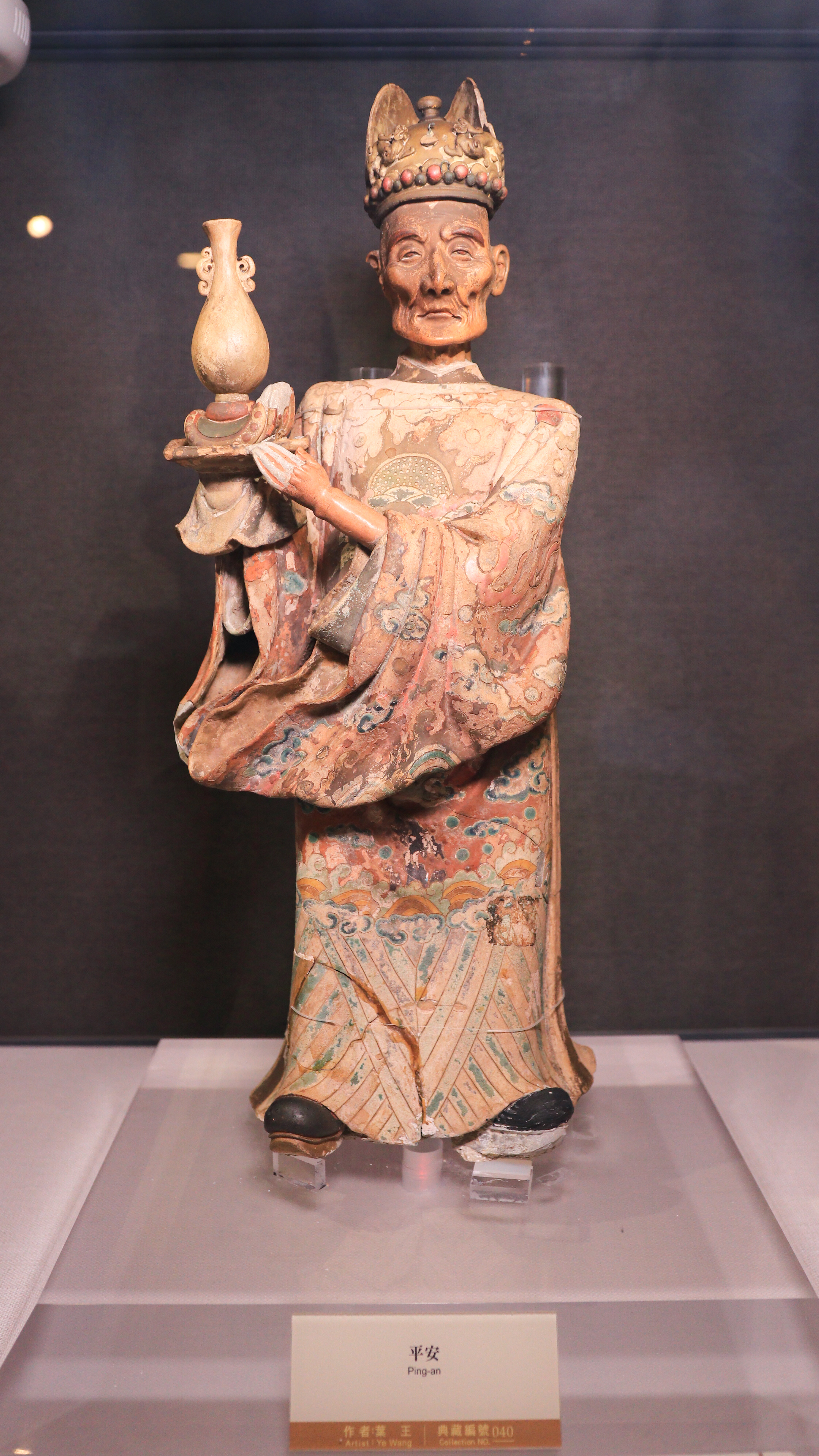
平安
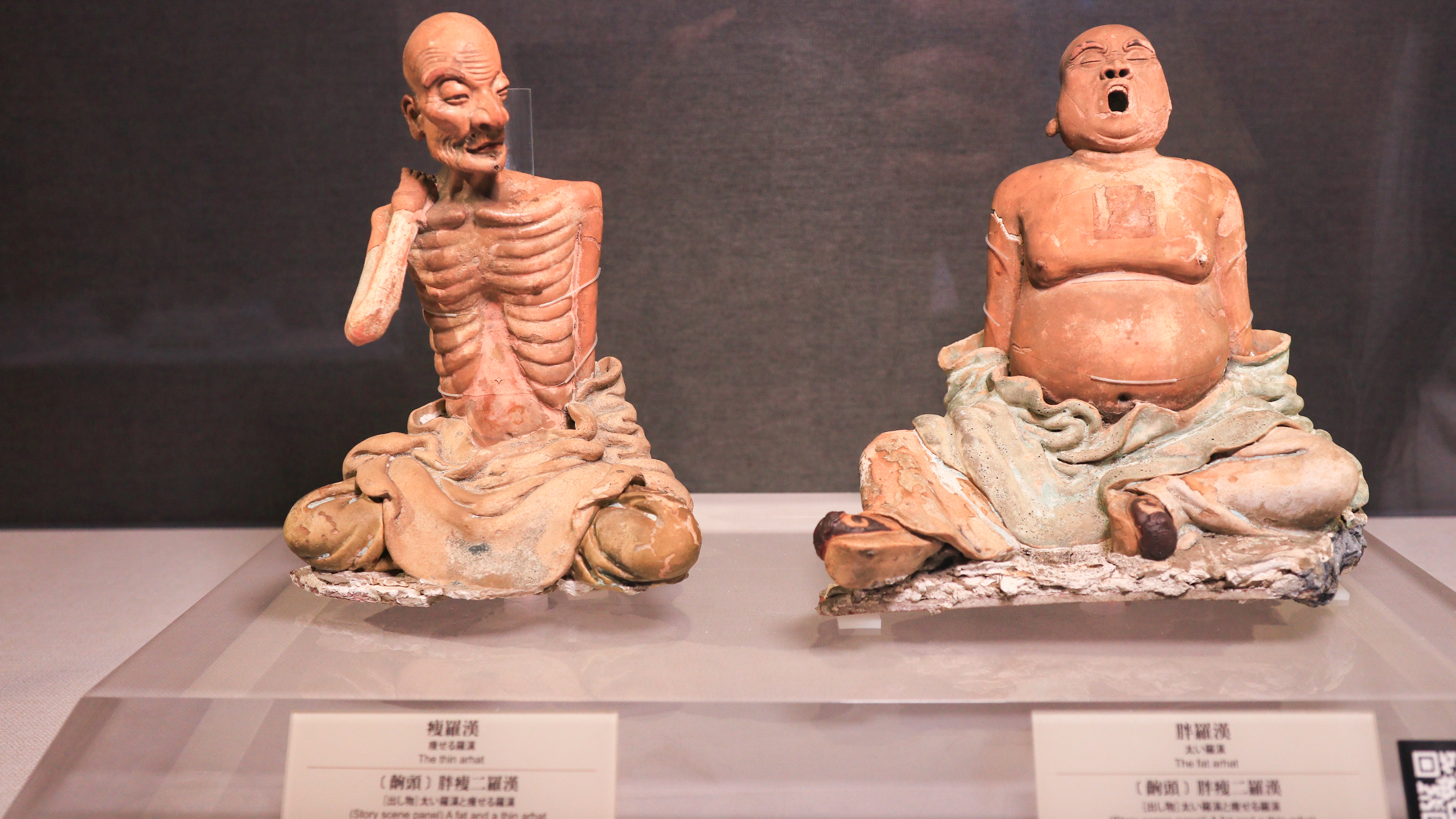
胖瘦羅漢